# سارة موتش
سارة موتش هي عارضة وممثلة كندية، ولدت في 21 ديسمبر 1984 في فانكوفر في كندا.

## وصلات خارجية
- الموقع الرسمي
- سارة موتش على موقع IMDb (الإنجليزية)
- سارة موتش على موقع قاعدة بيانات الفيلم (الإنجليزية)